# Stylophora pistillata
Stylophora pistillata Esper, 1792 è una madrepora della famiglia Pocilloporidae.

## Distribuzione e habitat
La spepie ha un ampio areale Indo-Pacifico.

## Conservazione
La Lista rossa IUCN classifica Stylophora pistillata come specie prossima alla minaccia di estinzione (Near Threatened).